# 엄주완
엄주완(嚴柱完, 일본식 이름: 光原裕勝, 1894년 ~1950년 )은 일제강점기와 대한민국의 지방행정 관료이다.

## 생애
출신지는 전라북도 임실군이다. 임실초등학교의 전신인 사립 영진중학교를 졸업하고 임실군에서 임시직원으로 고용되면서 조선총독부 관리가 되었다.
1920년에 조선총독부 군서기로 정식 임명되어 임실군에서 근무했다. 1928년에는 고창군, 1933년에는 김제군에 발령받았다. 김제군에 근무하던 1935년에 총독부가 시정 25주년을 기념하여 표창자를 선정했을 때 포함되었다.
이후 남원군과 진안군, 고창군, 군산부에서 차례로 근무하다가, 일제 강점기 말기에 총독부 군수로 승진하여 전라북도 장수군 군수를 지냈다. 일본 정부로부터 훈장을 수여받는 등 장수군수이던 1943년을 기준으로 종7위 훈7등에 서위되어 있었다.
미군정과 대한민국에서도 그대로 전북 지역 관료로 머물러 고창군과 김제군 군수를 역임했다. 1949년까지 김제군수로 재직 하였으며 1950년 한국동란 피난 중에 생을 마감하였다(향년 56세).
2008년 발표된 민족문제연구소의 친일인명사전 수록예정자 명단의 관료 부문에 포함되었다.

## 참고자료
- 엄주완(嚴柱完) - 국사편찬위원회